# Nicolae Tipei
Nicolae Tipei (n. 19 aprilie 1913, Călărași – d. 16 martie 1999) a fost un inginer român, membru corespondent (1963) al Academiei Române. Nicolae Tipei a urmat Scoala Politehnică. La terminarea facultătii s-a angajat inginer la Ministerul Aerului si Marinei, revenind, în 1936, în învătământul universitar, devenind conferentiar în 1950 si profesor, în 1954. În 1938 a fost inginer la CFR, Directia Atelierelor Grivita, iar în 1939 a fost sef sectie celule la societatea LARES. În perioada 1954-1964 a fost si sef de sectie la Institutul de Mecanică Aplicată al Academiei Române. De-a lungul activitătii sale a predat cursuri de mecanica masinilor aeriene si a rachetelor, exploatarea masinilor aeriene si infrastructură, lubrificatie. Cele mai multe lucrări au un caracter teoretic fundamental, mai ales în teoria lubrificatiei, publicând monografia Hidrodinamica lubrificatiei si coordonând volumul Lagăre cu alunecare. În 21 martie 1963 a fost ales membru corespondent al Academiei Române, titlu care i-a fost retras după ce a rămas, în 1971, în Franța si pe urma în Statele Unite (asupra activitătii si contributiilor sale, autoritătile comuniste au introdus un adevărat boicot). În America a fost membru al Laboratorului de Cercetare General Motors, Departamentul de Mecanica Fluidelor (1978-1983). A murit în SUA, în aprilie 1999.

## Distincții
- Ordinul Muncii clasa a II-a (31 decembrie 1956) „cu prilejul împlinirii a 90 de ani de la înființarea Societății Academice Romîne, pentru merite deosebite in muncă”[1]